# Bruno Dita
Bruno Dita (Tirana, 18 febbraio 1993) è un calciatore albanese, difensore o centrocampista della Dinamo City.

## Carriera

### Club
Il 1º luglio 2017 firma un contratto triennale con la squadra albanese del Skënderbeu. Il 31º luglio 2020 firma un contratto annuale con la squadra macedone dello Škendija.

### Nazionale
Debutta con l'Under-21 il 6 giugno 2012 contro il Portogallo Under-21.

## Statistiche

### Presenze e reti nei club
Statistiche aggiornate al 14 agosto 2025.
| Stagione             | Squadra              | Campionato           | Campionato | Campionato | Coppe nazionali | Coppe nazionali | Coppe nazionali | Coppe continentali | Coppe continentali | Coppe continentali | Altre coppe | Altre coppe | Altre coppe | Totale | Totale |
| Stagione             | Squadra              | Comp                 | Pres       | Reti       | Comp            | Pres            | Reti            | Comp               | Pres               | Reti               | Comp        | Pres        | Reti        | Pres   | Reti   |
| -------------------- | -------------------- | -------------------- | ---------- | ---------- | --------------- | --------------- | --------------- | ------------------ | ------------------ | ------------------ | ----------- | ----------- | ----------- | ------ | ------ |
| 2011-2012            | Dinamo City          | KS                   | 12         | 0          | CA              | 1               | 0               | -                  | -                  | -                  | -           | -           | -           | 13     | 0      |
| 2012-2013            | Besa Kavajë          | KS                   | 25         | 2          | CA              | 4               | 1               | -                  | -                  | -                  | -           | -           | -           | 29     | 3      |
| 2013-2014            | Besa Kavajë          | KS                   | 29         | 2          | CA              | 1               | 0               | -                  | -                  | -                  | -           | -           | -           | 30     | 2      |
| Totale Besa Kavajë   | Totale Besa Kavajë   | Totale Besa Kavajë   | 54         | 4          |                 | 5               | 1               |                    | -                  | -                  |             | -           | -           | 59     | 5      |
| 2014-2015            | Teuta                | KS                   | 31         | 4          | CA              | 3               | 0               | -                  | -                  | -                  | -           | -           | -           | 34     | 4      |
| 2015-2016            | Teuta                | KS                   | 26         | 5          | CA              | 3               | 0               | -                  | -                  | -                  | -           | -           | -           | 29     | 5      |
| 2016-2017            | Teuta                | KS                   | 24         | 1          | CA              | 5               | 1               | UEL                | -                  | -                  | -           | -           | -           | 29     | 2      |
| Totale Teuta         | Totale Teuta         | Totale Teuta         | 81         | 10         |                 | 11              | 1               |                    | 0                  | 0                  |             | -           | -           | 92     | 11     |
| 2017-2018            | Skënderbeu           | KS                   | 24         | 4          | CA              | 5               | 0               | UEL                | 8                  | 0                  | -           | -           | -           | 37     | 4      |
| 2018-2019            | Skënderbeu           | KS                   | 30         | 3          | CA              | 4               | 0               | -                  | -                  | -                  | SA          | 1           | 0           | 35     | 3      |
| 2019-2020            | Skënderbeu           | KS                   | 33         | 6          | CA              | 6               | 1               | -                  | -                  | -                  | -           | -           | -           | 39     | 7      |
| Totale Skënderbeu    | Totale Skënderbeu    | Totale Skënderbeu    | 87         | 13         |                 | 15              | 1               |                    | 8                  | 0                  |             | 1           | 0           | 111    | 14     |
| 2020-2021            | Škendija             | PL                   | 28         | 1          | CM              | 0               | 0               | UEL                | 3                  | 0                  | -           | -           | -           | 31     | 1      |
| 2021-2022            | Škendija             | PL                   | 28         | 1          | CM              | 0               | 0               | UCL+UECL           | -                  | -                  | -           | -           | -           | 28     | 1      |
| 2022-2023            | Škendija             | PL                   | 24         | 1          | CM              | 0               | 0               | UECL               | 6                  | 0                  | -           | -           | -           | 30     | 1      |
| 2023-2024            | Škendija             | PL                   | 28         | 4          | CM              | 0               | 0               | UECL               | 0                  | 0                  | -           | -           | -           | 28     | 4      |
| Totale Škendija      | Totale Škendija      | Totale Škendija      | 108        | 7          |                 | 0               | 0               |                    | 9                  | 0                  |             | -           | -           | 117    | 7      |
| 2024-2025            | Dinamo City          | KS                   | 23+2       | 0          | CA              | 4               | 0               | -                  | -                  | -                  | -           | -           | -           | 29     | 0      |
| 2025-2026            | Dinamo City          | KS                   | 0          | 0          | CA              | 0               | 0               | UECL               | 3                  | 0                  | SA          | 0           | 0           | 3      | 0      |
| Totale Dinamo Tirana | Totale Dinamo Tirana | Totale Dinamo Tirana | 35+2       | 0          |                 | 5               | 0               |                    | 3                  | 0                  |             | 0           | 0           | 45     | 0      |
| Totale carriera      | Totale carriera      | Totale carriera      | 365+2      | 34+0       |                 | 36              | 3               |                    | 20                 | 0                  |             | 1           | 0           | 424    | 37     |

### Cronologia presenze e reti in nazionale
| Cronologia completa delle presenze e delle reti in nazionale ― Albania under 21 | Cronologia completa delle presenze e delle reti in nazionale ― Albania under 21 | Cronologia completa delle presenze e delle reti in nazionale ― Albania under 21 | Cronologia completa delle presenze e delle reti in nazionale ― Albania under 21 | Cronologia completa delle presenze e delle reti in nazionale ― Albania under 21 | Cronologia completa delle presenze e delle reti in nazionale ― Albania under 21 | Cronologia completa delle presenze e delle reti in nazionale ― Albania under 21 | Cronologia completa delle presenze e delle reti in nazionale ― Albania under 21 |
| Data                                                                            | Città                                                                           | In casa                                                                         | Risultato                                                                       | Ospiti                                                                          | Competizione                                                                    | Reti                                                                            | Note                                                                            |
| ------------------------------------------------------------------------------- | ------------------------------------------------------------------------------- | ------------------------------------------------------------------------------- | ------------------------------------------------------------------------------- | ------------------------------------------------------------------------------- | ------------------------------------------------------------------------------- | ------------------------------------------------------------------------------- | ------------------------------------------------------------------------------- |
| 6-6-2012                                                                        | Marinha Grande                                                                  | Portogallo under 21                                                             | 3 – 1                                                                           | Albania under 21                                                                | Qual. Europeo Under-21 2013                                                     | -                                                                               | 84’                                                                             |
| 6-9-2012                                                                        | Tiraspol                                                                        | Moldavia under 21                                                               | 2 – 1                                                                           | Albania under 21                                                                | Qual. Europeo Under-21 2013                                                     | -                                                                               | 58’                                                                             |
| 7-6-2013                                                                        | Durazzo                                                                         | Albania under 21                                                                | 1 – 2                                                                           | Ungheria under 21                                                               | Qual. Europeo Under-21 2015                                                     | -                                                                               |                                                                                 |
| 11-6-2013                                                                       | Zenica                                                                          | Bosnia ed Erzegovina under 21                                                   | 4 – 1                                                                           | Albania under 21                                                                | Qual. Europeo Under-21 2015                                                     | -                                                                               | 46’                                                                             |
| Totale                                                                          |                                                                                 | Presenze                                                                        | 4                                                                               |                                                                                 | Reti                                                                            | 0                                                                               |                                                                                 |

## Palmarès

### Club

#### Competizioni nazionali
- Campionato albanese: 1

Skënderbeu: 2017-2018
- Coppa d'Albania: 2

Skënderbeu: 2017-2018
Dinamo Tirana: 2024-2025
- Supercoppa d'Albania: 1

Skënderbeu: 2018
- Campionato macedone: 1

Škendija: 2020-2021